# Amazing
„Amazing“ (на български звучи като ъмейзинг и означава изумително)е името на песен на Мадона от албума „Music“ (2000). Написана е и съпродуцирана от Мадона и Уилям Орбит. Песента е с динамично рок звучене, но носи почерка на типичния за продукциите на Орбит електронен саунд.
Отначало е запланувано песента да бъде четвъртата от албума Music издадена във формат сингъл за територията на Европа. През юли 2001 излиза промо-версия на сингъла.
В началото на юни 2001 германският клон на Warner дори обявява официално предстоящото излизане на диска. В крайна сметка излиза единствено промо-сингъл включващ една песен – студийния вариант на песента. По същото време, но само за 2 – 3 седмици, песента влиза в ротация по някои радио станции. Първоначалната идея на продуцентите на Мадона е да издадат сингъл включващ видеоклип към песента, заснет по време на турнето Drowned World. Но, това не се осъществява, тъй като песента не попада в сет листа на турнето.